# Territoire comanche
Pour plus de détails, voir Fiche technique et Distribution.
Territoire comanche (Territorio Comanche) est un film espagnol réalisé par Gerardo Herrero, sorti en 1997.

## Synopsis
Des journalistes espagnols couvrent la guerre de Bosnie-Herzégovine.

## Fiche technique
- Titre : Territoire comanche
- Titre original : Territorio Comanche
- Réalisation : Gerardo Herrero
- Scénario : Salvador García Ruiz, Gerardo Herrero, Alberto Lecchi et Arturo Pérez-Reverte d'après son roman
- Musique : Iván Wyszogrod
- Photographie : Alfredo Mayo
- Montage : Carmen Frías
- Production : Ismet Arnautalic, Gerardo Herrero, Javier López Blanco et Mike Mihalic
- Société de production : Kompel Producciónes et Tornasol Films
- Société de distribution : Ciné Classic (France)
- Pays :  Espagne,  France,  Allemagne et  Argentine
- Genre : drame et guerre
- Durée : 88 minutes
- Dates de sortie : 
  -  Espagne : 7 mars 1997
  -  France : 10 septembre 1997

## Distribution
- Imanol Arias : Mikel Uriarte
- Carmelo Gómez : José
- Cecilia Dopazo : Laura Riera
- Mirta Zecevic : Jadranka
- Bruno Todeschini : Olivier
- Gastón Pauls : Manuel
- Natasa Lusetic : Helga
- Ecija Ojdanic : Jasmina
- Javier Dotú : Andrés
- Iñaki Guevara : Carlos

## Distinctions
Le film a été présenté en sélection officielle en compétition lors de Berlinale 1997.